# Ontario Hockey Association
Ontario Hockey Association (OHA) bildades den 27 november 1890 i Toronto och är den regerande styrelsen bakom all junior- och seniorishockey i provinsen Ontario i Kanada. OHA bifaller under Ontario Hockey Federation och Hockey Canada. Det finns fyra olika divisioner med juniorhockey som kontrolleras av OHA: Tier II Junior "A", Junior "B", Junior "C" och Junior Development. Det är också tre stora divisioner med seniorhockey: Senior "AAA", Senior "AA" och "A" ligorna.

### Fotnoter
1. ↑  ”Ontario Hockey Association”. Arkiverad från originalet den 10 augusti 2011. https://web.archive.org/web/20110810181407/http://www.ohahockey.org/page/show/13981-history. Läst 16 augusti 2011.